# 仲西
仲西（なかにし）は沖縄県浦添市の地名。郵便番号901-2125。

## 地理
浦添市西部の小湾川中流域、大半が牧港補給地区に位置し、北から仲西一丁目（11ヘクタール、周長1.6キロメートル）、仲西二丁目（5ヘクタール、周長1.0キロメートル）、仲西三丁目（10ヘクタール、周長1.7キロメートル）に分かれる。南東を内間、東を宮城、西を城間、南西を小湾、南を勢理客に接する。

## 歴史
現在の仲西は旧来、仲西村の一部であった。『おもろさうし』には「中にし」、『絵図郷村帳』や『琉球国高究帳』には「中西村」と記されている。現在の集落は1787年に水の確保のしやすさから下流より移転してきたものである。近代には中頭郡浦添村の一部となり、同村の市制施行に伴い浦添市に属した。

## 人口統計
2024年1月31日現在の推計人口は以下の通り。
| 区分       | 男性         | 女性         | 合計         | 世帯数 | 高齢化率（%、括弧内は最高齢者の年齢・性別） |
| ---------- | ------------ | ------------ | ------------ | ------ | ------------------------------------------- |
| 仲西一丁目 | 1099 (39.03) | 1128 (40.53) | 2227 (39.79) | 1458   | 18.5 (104歳女性)                            |
| 仲西二丁目 | 469 (42.94)  | 579 (48.44)  | 1048 (45.98) | 539    | 26.0 (103歳女性)                            |
| 仲西三丁目 | 648 (41.77)  | 762 (45.19)  | 1410 (43.62) | 623    | 25.0 (102歳女性)                            |

## 教育
小学校は仲西一丁目が浦添市立仲西小学校、仲西二丁目が浦添市立神森小学校、仲西三丁目が浦添市立宮城小学校の学区となっている。中学校は仲西三丁目が浦添市立神森中学校、それ以外が浦添市立仲西中学校の学区である。

## 交通

### 道路
仲西一丁目・仲西三丁目と内間・小湾の境界を国道58号が南北に通る。

### 鉄道
域内に鉄道駅は存在しない。最寄り駅は沖縄都市モノレール沖縄都市モノレール線の古島駅である。